# ブルンジョア
ブルンジョア（英:burrunjor）あるいはブルンジョール は、オーストラリアに出現したとされる未確認動物のひとつ。オーストラリア北部のアーネムランドに出現するとされる。

## 概要

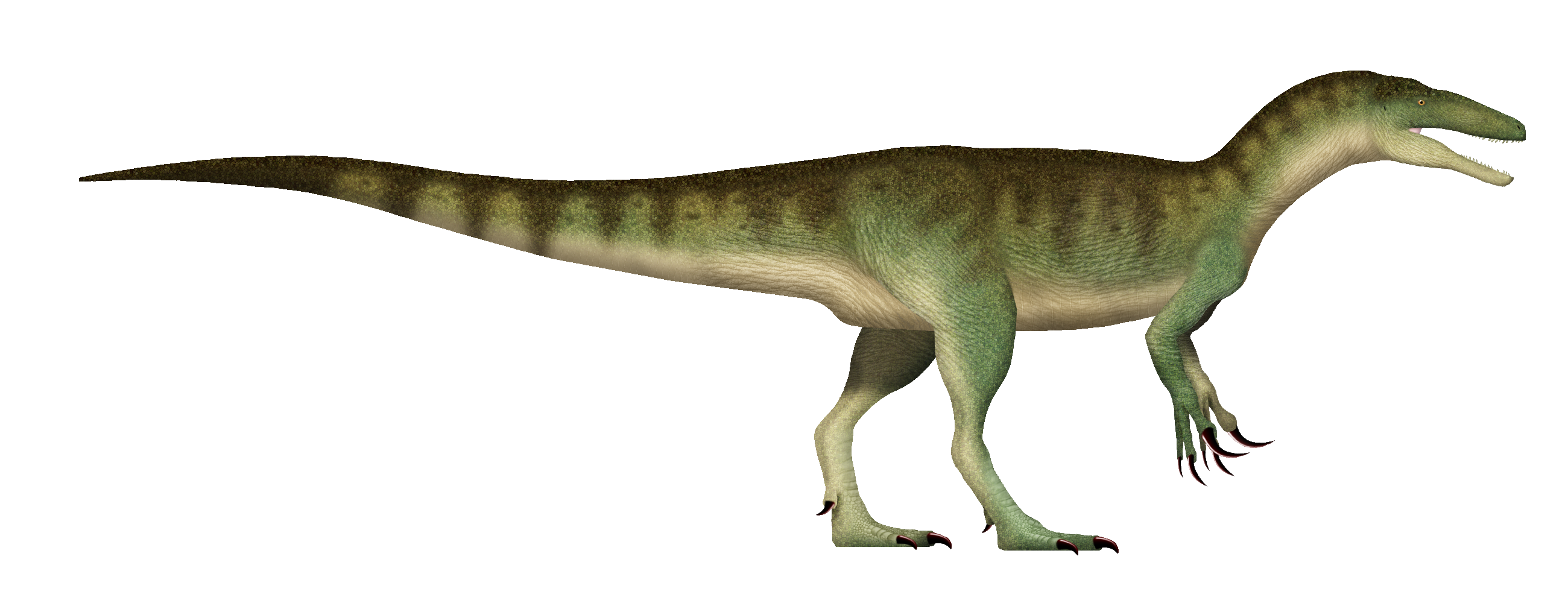
正体ともいわれるアウストラロヴェナトルの復元図

ブルンジョアは巨大な二足歩行する爬虫類の姿をしているとされる。形態はアウストラロヴェナトル、メガラプトル、ラパトルなどのメガラプトル類と類似するため、ブルンジョアの正体はメガラプトル類ではないかといわれるが、メガラプトル類が大量絶滅を生き延びているとは考えにくい。

## 目撃情報
報告は複数知られるが、その多くは直接の目撃ではなく奇妙な叫び声や足跡の報告である。
1957年、マッカーサー川付近の牧場で50頭の牛がいきなり動揺し始めた。牧場主は大きな叫び声を聞き、背の高い怪物の姿も見た。翌日、半分ほど食べられた牛が数頭発見された。
1978年、荒野で遭難した探検家のブライアン・クラークが眠っていたところ、地鳴りと奇妙な叫び声が聞こえた。これはブルンジョアの仕業だとされている。
1980年、牧場で飼育されていた牛が殺害され、持ち去られた。牧場主のチャールズ・ウォーターマンは約6メートルのまだら模様の生物を目撃した。
1985年、ローパー川を訪れた家族が6メートルの羽毛恐竜と遭遇した。しかし、レックス・ギルロイの書籍でのみ言及されておりおそらくデマと考えられている。